# Суворов, Алексей Динарович
Алексей Динарович Суворов (при рождении Петров; «Петрик», «Лёня Хитрый»; (13 ноября 1962, Москва, СССР), вор в законе. После смерти Вячеслава Иванькова стал лидером славянского криминального клана Москвы.

## Биография

### Начало криминальной карьеры
Начал свою карьеру в начале 1980-х годов в Мазуткинской ОПГ, название которой происходит от Мазутного проезда, находящегося на северо-востоке Москвы, откуда были родом члены этой группировки. ОПГ была одной из самых влиятельных в те годы. В 1980-е годы Петров единолично её возглавлял, однако в начале 1990-х годов в ОПГ произошёл раскол, часть людей вместе с Олегом Москалёвым по кличке «Хряк» и «Вертолётчик» покинула её. По данным газеты «Коммерсант», другие участники группировки перешли либо в Солнцевскую ОПГ, либо в Коптевскую ОПГ.
Алексей Петров был трижды судим за кражи, грабежи и вымогательства.

### 1990-е годы
В 1992 году вышел на свободу, стал внедряться в новые экономические отношения. Вместе с одним из лидеров московского преступного сообщества Сергеем Тимофеевым по кличке «Сильвестр» боролся с кавказскими ОПГ в Москве. 
В 1992 году задерживался милицией по подозрению в хранении наркотиков, но осуждён не был. СМИ утверждали, что в те годы под контролем группировки Петрова находились предприятия на юго-востоке и востоке Москвы, авторынок, а также крупный автосервис в районе платформы «Северянин».
Газета «Коммерсант» утверждает, что Петров был дружен с влиятельным вором в законе Гурамом Балановым, убитым в Орске (Оренбургская область) в 1997 году. 
В 1997 году та же газета утверждает, что Вячеслав Иваньков поручил Петрову реализовать крупную партию драгоценных камней, тот заказ выполнил, однако при этом исчезла часть прибыли. К конфликту это не привело, однако больше Иваньков не прибегал к услугам Петрова.

### Жизнь за границей
В 1990-е годы Петров жил за рубежом; в частности — на Украине, где принял украинское гражданство и взял фамилию своей жены — Суворов. С 1993 года проживал в Австрии, периодически наведываясь в Россию. Жил в Израиле и Германии. Как утверждает газета «Коммерсант», при этом он контролировал поставки угнанных автомобилей из стран Европы и их продажу в России.
В 1995 году австрийские власти собрались выслать Петрова, обвинив его в подделке документов. Однако Петров успевает перебраться во Францию. В августе того же года, находясь на своей вилле в Ницце (Франция) он был арестован в ходе совместной операции австрийской и французской полиции. Однако в тюрьме он находился недолго.
По утверждению газеты «Коммерсант», имя Петрова упоминалось в ходе расследования убийства американского гражданина Пола Тейтума, главы управляющей компании московской гостиницы «Редиссон Славянская». Якобы за три месяца до случившегося 3 ноября 1996 года убийства, предприниматель Умар Джабраилов, конфликтовавший с Тейтумом, встречался с Петровым на его яхте в Монако. Однако сам Джабраилов отверг предположения о такой встрече, заявив что никогда не встречался с Петровым, а знаком лишь с его супругой Беллой.

### Лидерство в славянском клане ОПГ
Как утверждает газета «Труд», сразу после похорон вора в законе Вячеслава Иванькова в ноябре 2009 года произошла воровская сходка, на которой было решено, что Петров (Суворов) станет его преемником. 